# Leptogenys birmana
Leptogenys birmana é uma espécie de formiga do gênero Leptogenys, pertencente à subfamília Ponerinae.